# Felicia Montealegre

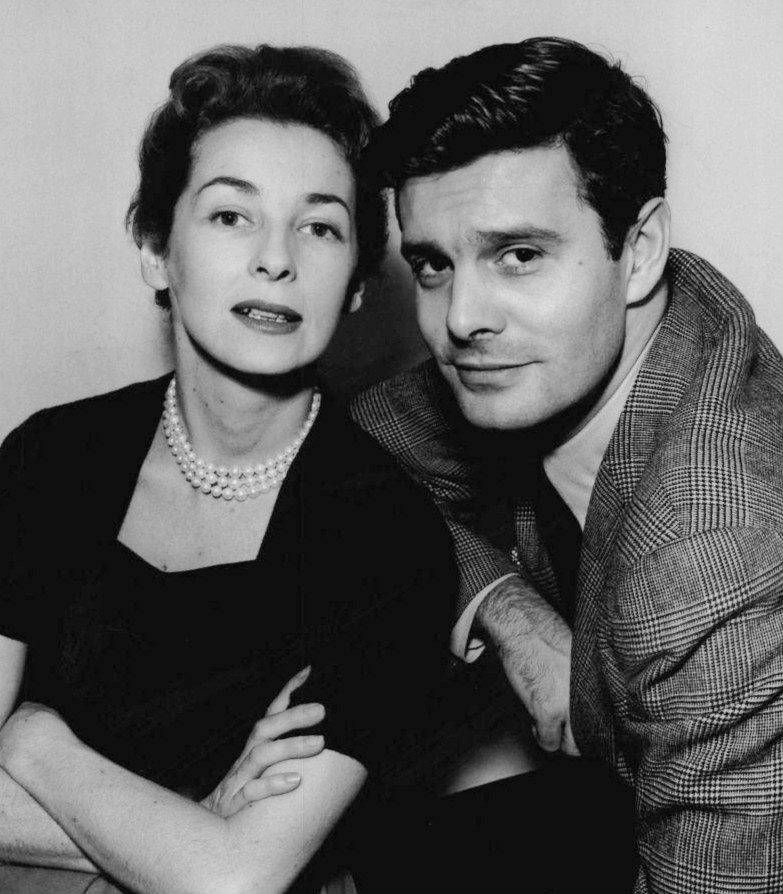
Felicia Montealegre mit Louis Jourdan für die Aufnahme Tonight in Samarkand, 1955

Felicia Cohn Montealegre (* 6. Februar 1922 in San José, Costa Rica; † 16. Juni 1978 in East Hampton, New York) war eine chilenische Bühnen- und Fernsehschauspielerin. Von 1951 bis zu ihrem Tod war sie mit Leonard Bernstein verheiratet.

## Leben
Ihr Vater Roy Cohn war Direktor der ASARCO-Kupferhütte in Chile. Felicia Montealegre studierte Klavier bei Claudio Arrau in New York City und lernte 1946 Leonard Bernstein (1918–1990) bei einer Party kennen, die Arrau gab. Beide verlobten sich, allerdings wurde die Verlobung wieder gelöst und Felicia Montealegre hatte mehrere Jahre lang eine Beziehung mit dem Broadway- und Hollywood-Schauspieler Richard Hart. 
Nach dessen plötzlichem Tod am 2. Januar 1951 heirateten Montealegre und Bernstein am 9. September 1951. 
Das Ehepaar hatte drei Kinder: Jamie Anne Maria (* 1952), Alexander Serge Leonard (* 1955) und Nina Maria Felicia (* 1962).
Montealegre starb an Lungenkrebs; ihre Grabstätte findet sich neben der ihres Ehemannes auf dem Green-Wood Cemetery in Brooklyn.

## Wirken
Montealegre hatte viele Fernsehauftritte, so etwa 1950 in einer Fernsehbearbeitung von Henrik Ibsens Nora oder Ein Puppenheim, in der sie die Nora spielte. Als Bühnenschauspielerin war sie 1976 und 1977 in der Broadway-Produktion von Pavel Kohouts Schauspiel Poor Murderer zu sehen.
Als Sprecherin ist sie auf zwei Aufnahmen, die ihr Ehemann einspielte, zu hören: In Bernsteins Kaddish Symphony und in Claude Debussys Le Martyre de Saint Sébastien. In Tom Wolfes Reportage Radical Chic ist sie eine der handelnden Personen.
In Bradley Coopers Filmbiografie über Leonard Bernstein Maestro aus dem Jahr 2023 wird Montealegre von Carey Mulligan verkörpert.